# مطرانية الرومان الكاثوليك في باليمبانغ
مطرانية الرومان الكاثوليك في باليمبانغ (بالإنجليزية: Roman Catholic Archdiocese of Palembang)‏ هي أبرشية تقع في إندونيسيا في . يقدر عدد سكانها بـ 10,828,441 نسمة .